# 近藤友喜
近藤 友喜（こんどう ともき、2001年3月21日 - ）は、愛知県春日井市出身のプロサッカー選手。Jリーグ・北海道コンサドーレ札幌所属。ポジションはミッドフィールダー（MF）。

## 来歴
小学校・中学校時代は名古屋グランパスのアカデミーに在籍していた。前橋育英高校では2年次と3年次に全国高等学校サッカー選手権大会に出場し、2年次の第96回大会では悲願の優勝を果たした。高校卒業後は日本大学に進学。
2021年6月11日、2023年シーズンからの横浜FC加入内定が発表された。また同月18日には特別指定選手に承認された。6月23日、J1第19節のヴィッセル神戸戦で途中出場し、Jリーグデビューを果たした。
2023年12月30日、横浜FCから北海道コンサドーレ札幌に完全移籍加入と発表。
2024年12月16日、他クラブからのオファーがありながらもチームに残留。

## 所属クラブ
- 名古屋グランパスU-12
- 名古屋グランパスU-15（春日井市立松原中学校）
- 前橋育英高等学校
- 日本大学
  - 2021年6月 - 2022年  横浜FC（特別指定選手）
- 2023年  横浜FC
- 2024年 -  北海道コンサドーレ札幌

## 個人成績
| 国内大会個人成績 | 国内大会個人成績 | 国内大会個人成績 | 国内大会個人成績 | 国内大会個人成績 | 国内大会個人成績 | 国内大会個人成績 | 国内大会個人成績 | 国内大会個人成績 | 国内大会個人成績 | 国内大会個人成績 | 国内大会個人成績 |
| 年度             | クラブ           | 背番号           | リーグ           | リーグ戦         | リーグ戦         | リーグ杯         | リーグ杯         | オープン杯       | オープン杯       | 期間通算         | 期間通算         |
| 年度             | クラブ           | 背番号           | リーグ           | 出場             | 得点             | 出場             | 得点             | 出場             | 得点             | 出場             | 得点             |
| 日本             | 日本             | 日本             | 日本             | リーグ戦         | リーグ戦         | リーグ杯         | リーグ杯         | 天皇杯           | 天皇杯           | 期間通算         | 期間通算         |
| ---------------- | ---------------- | ---------------- | ---------------- | ---------------- | ---------------- | ---------------- | ---------------- | ---------------- | ---------------- | ---------------- | ---------------- |
| 2021             | 横浜FC           | 33               | J1               | 2                | 0                | 0                | 0                | -                | -                | 2                | 0                |
| 2022             | 横浜FC           | 33               | J2               | 9                | 0                | -                | -                | 0                | 0                | 9                | 0                |
| 2023             | 横浜FC           | 33               | J1               | 30               | 2                | 2                | 0                | 1                | 0                | 33               | 2                |
| 2024             | 札幌             | 33               | J1               | 29               | 5                | 1                | 0                | 0                | 0                | 30               | 5                |
| 通算             | 日本             | 日本             | J1               | 61               | 7                | 3                | 0                | 1                | 0                | 65               | 7                |
| 通算             | 日本             | 日本             | J2               | 9                | 0                | -                | -                | 0                | 0                | 9                | 0                |
| 総通算           | 総通算           | 総通算           | 総通算           | 70               | 7                | 3                | 0                | 1                | 0                | 74               | 7                |

- 2021年・2022年は特別指定選手

## 代表歴
- U-22日本代表
  - アメリカ遠征（2023年）

## タイトル
個人
- 関東大学サッカーリーグ戦2部・ベストイレブン: 2021[6]